# Mirdza Ķempe
Œuvres principales
Dzintara spogulis (1968)
Mirdza Ķempe, née le 9 février 1907 à Libau et morte le 12 avril 1974 à Riga, est une poétesse et traductrice lettonne. Reconnue par le régime communiste dans la Lettonie occupée, elle est membre de l'Union des écrivains soviétiques et distinguée Poétesse du Peuple de la RSS de Lettonie. On lui attribue également l'Ordre du Drapeau rouge du Travail en 1956 et le prix d'État de l'URSS en 1967. Mirdza Ķempe était mariée à l'écrivain Eriks Ādamsons.

## Biographie
Mirdza Kempe nait dans la famille d'ouvriers à Libau. D'autres sources rapportent que son père serait un agent de commerce. En 1915-1925, elle est scolarisée à l'école municipale no 1, aujourd'hui l'école no 5 de Liepaja. Très jeune, elle perd son père. En 1923, la revue Kurzemes Vārds publie sa première poésie Ne jums!. La même année, Ķempe traduit en letton Mozart et Salieri d'Alexandre Pouchkine. En 1927, elle entame les études à l'Université de Lettonie, mais doit abandonner à cause des difficultés financières. Elle vit principalement des traductions, puis obtient le poste d'animatrice à la radio lettonne, elle y devient ensuite reporter, puis, chef de rédaction de la section littéraire et artistique. En 1931, elle se marie avec Eriks Adamsons, mais peu avant la Seconde Guerre mondiale leur union se solde par un divorce. Son frère Emils périt combattant aux côtés des républicains durant la guerre d'Espagne en 1938 .
En 1941, à l'approche du front, Mirdza Ķempe est évacuée à Astrakhan. Elle vit ensuite à Ivanovo et à Moscou où elle travaille comme traductrice pour l'ensemble musical de la RSS de Lettonie. À partir de 1942, elle dirige la section littéraire du théâtre des marionnettes de Moscou.
Dès son retour en Lettonie en 1944 et jusqu'en 1947, Mirdza Ķempe dirige la section artistique au Théâtre de marionnettes à Riga. Ensuite, elle devient consultante de l'Union des écrivains. Elle s’implique tout particulièrement dans l'échange culturel entre la RSS de Lettonie et  la République de l'Inde.
En 1971, l'Université centrale indienne la nomme docteur honoris causa pour sa contribution à la popularisation des œuvres en langue ourdou.
Mirdza Ķempe décède à Riga où elle est inhumée au cimetière Rainis.
Le 9 février 1989, le monument à son effigie, œuvre d'architecte Ligita Ulmane, est inauguré dans sa ville natale. Son nom porte une rue à Riga, dans le voisinage de Mežaparks.